# 村上利恵
村上 利恵（むらかみりえ、1969年11月29日 - ）は、かつてジャパンアクションエンタープライズ15期に所属していた元女優である。主にスーパー戦隊シリーズのスーツアクトレスとして活躍した。村上は結婚前の旧姓。夫は平成仮面ライダーシリーズの大半で主役ライダーのスーツアクターを担当した俳優の高岩成二。
現在アクションチーム「TEAM☆T.A.W.」(Takaiwa Action Widen）代表。

## 人物
アクトレスはアクターと比較すると、どうしても動きの俊敏さなどアクション面で劣る感が否めず「女形スーツアクター」が存在したりするが、村上は女性らしい仕草はもちろん、男性とほぼ変わらないキレのある動きも見せるアクトレス（中国拳法なども得意としていた）として重宝されていた。
『超力戦隊オーレンジャー』で共演したさとう珠緒は、村上は女性らしい繊細な動きやアクションをするため、大人のファンも多かったと証言している。
1998年にジャパンアクションエンタープライズの同僚・高岩成二と結婚し、引退。その後、2010年7月に鈴木美潮主催の「隠れ祭」にゲスト出演した。

## 出演

### テレビ
- 鳥人戦隊ジェットマン（1991年 - 1992年） - 鹿鳴館香、マリア（吹替）
- 五星戦隊ダイレンジャー（1993年 - 1994年） - ホウオウレンジャー（スーツアクター）[3]、女子学生[4]
- 忍者戦隊カクレンジャー（1994年 - 1995年） - ニンジャホワイト（スーツアクター）[5]
- 超力戦隊オーレンジャー（1995年 - 1996年） - オーピンク（スーツアクター）[2]

### 映画
- 劇場版 五星戦隊ダイレンジャー（1993年）
- 劇場版 忍者戦隊カクレンジャー（1994年）
- スーパー戦隊ワールド（1994年）
- 劇場版 超力戦隊オーレンジャー（1995年）
- ゴーカイジャー ゴセイジャー スーパー戦隊199ヒーロー大決戦（2011年）

### Vシネマ
- 超力戦隊オーレンジャー オーレVSカクレンジャー（1996年）
- 激走戦隊カーレンジャーVSオーレンジャー（1997年）

### 後楽園ゆうえんちヒーローショー
- 鳥人戦隊ジェットマン（1991年）マリア
- 恐竜戦隊ジュウレンジャー（1992年）

### Webドラマ
- 忍者戦隊カクレンジャー 第三部・中年奮闘編（2024年） - 蛇骨婆 役[6]